# アークシャルダーム寺院襲撃事件
アークシャルダーム寺院襲撃事件（Akshardham Temple attack）とは、2002年9月24日、2人のテロリストが、インドグジャラート州ガンディナガルにあるスワミナラヤンアクシャルダム複合施設を攻撃。30人を殺害し、80人以上を負傷させた事件。
翌日、国家治安部隊が介入して包囲を終了し、テロリストを殺害した。告発された6人は後にグジャラート警察によって逮捕された。